# Mahmoud Darwish

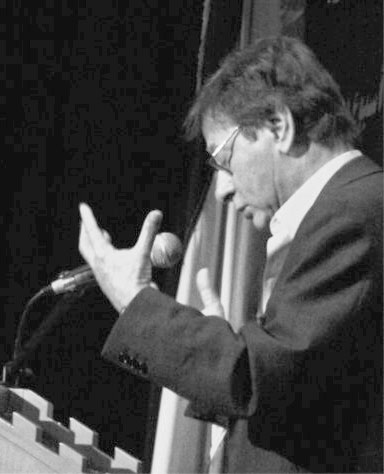
Mahmoud Darwish

Mahmoud Darwish (arabiska: محمود درويش), född 13 mars 1941 i Al-Birwa, 10 km öster om Akko, Palestina, död 9 augusti 2008 i Houston, Texas, USA, var en palestinsk poet och prosaförfattare som debuterade 1961. Han belönades med många priser och är översatt till 22 språk. 
Darwish författade den palestinska självständighetsförklaringen 1988, men lämnade PLO 1993 på grund av Oslofördraget. Darwish var en av arabvärldens främsta 1900-talspoeter och ofta kallad palestinsk nationalskald.